# Emil Nußbaum
Emil Nußbaum (* 29. Juni 1855 in Offenburg; † 20. August 1936 in Freiburg im Breisgau) war ein seit 1883 im badischen Staatsdienst stehender Jurist und Amtsvorstand, vergleichbar mit einem heutigen Landrat.

## Familie
Emil Nußbaum war der Sohn des Johann Adam Nußbaum (* 12. Juli 1818 in Ichenheim), Geometer und Fabrikbesitzer in Offenburg, und der Barbara Viktoria geborene Schmidt (* 29. November 1820 in Offenburg). Er heiratete am 28. April 1887 Hermine geborene Feyerlin (* 28. Dezember 1858 in Offenburg; † 24. Februar 1915), Tochter des Landgerichtsrats Feyerlin (* 23. Juli 1823 in Konstanz; † 29. November 1902 in Basel) und der Maria Theresia geborene Kaltenbach (* 6. August 1829 in Waldkirch; † 24. Mai 1902 in Villingen). Aus dieser Ehe entstammen drei Kinder: Hedwig (* 14. Oktober 1888), Otto (* 12. September 1890) und Gertrud (* 27. März 1893).

## Ausbildung
Emil Nußbaum besuchte das Progymnasium Offenburg und danach ab 1873 das Gymnasium Karlsruhe, wo er 1875 das Abitur bestand. Ab dem Wintersemester 1876/77 studierte er Rechtswissenschaften an der Universität Heidelberg, unterbrochen durch drei Semester an der Universität Leipzig, bis  zum Sommersemester 1879. Nach erfolgreichem Abschluss wurde er ab dem 9. Februar 1880 Volontär beim Amtsgericht und danach bei der Staatsanwaltschaft  in Offenburg. Nach weiteren Stationen in verschiedenen Ämtern bestand er am 16. Juni 1883 das zweite Staatsexamen.

## Laufbahn
- 1. August 1883 Dienstverwaltung beim Bezirksamt Sinsheim
- 1. September 1883 Amtsgehilfe beim Bezirksamt Donaueschingen
- 1. Juni 1884 Amtsgehilfe beim Bezirksamt Waldshut
- 1. Oktober 1884 Verwaltung des Bezirksamts Meßkirch, anschließend Amtsgehilfe beim Bezirksamt Kehl bis zum 1. Mai 1886
- 1. Mai 1886 Verwaltung des Bezirksamts Offenburg
- 8. August 1886 Verwaltung des Bezirksamts Oberkirch und danach ab dem 6. September 1886 des Bezirksamts Mannheim und dort am 1. Januar 1887 zum Amtmann ernannt
- 12. April 1889 Amtmann beim Bezirksamt Bruchsal
- 1. Oktober 1890 Oberamtmann und Amtsvorstand beim Bezirksamt Triberg
- 10. Juni 1896 Amtsvorstand beim Bezirksamt Durlach
- 14. Juni 1899 Amtsvorstand beim Bezirksamt Mosbach
- 15. Januar 1904 Amtsvorstand beim Bezirksamt Offenburg und dort am 28. April 1905 zum Geheimen Regierungsrat ernannt
- 20. Mai 1908 Verwaltungsgerichtsrat und seit 1910 Kollegialmitglied beim Verwaltungsgerichtshof in Karlsruhe; am 28. Dezember 1917 zum Geheimen Rat 3. Klasse ernannt
- 15. April 1918 aus gesundheitlichen Gründen in den Ruhestand versetzt

## Auszeichnungen
- Ritterkreuz I. Klasse des Ordens vom Zähringer Löwen im Jahre 1899
- Badische Jubiläumsmedaille im Jahre 1902
- Ritterkreuz I. Klasse des Ordens vom Zähringer Löwen mit Eichenlaub im Jahre 1910
- Komtur II. Klasse des Ordens vom Zähringer Löwen mit Eichenlaub im Jahre 1918